# Matarangi
La ville de Matarangi  est une petite localité touristique moderne située sur la  Péninsule de Coromandel dans l'île du Nord de la Nouvelle-Zélande.

## Population
La ville a environ 300 résidents permanents  majorée de plus de 7000 résidents estivaux durant la période d'été de fin décembre à février.

## Histoire
Elle fut développée dans les années 1980 dans le but de construire une ville résidentielle  et d'occuper une pointe de sable blanc situé entre le mouillage de Whangapoua Harbour (en) et la baie historique de Mercury Bay (en).

## Activités
La ville est en pratique plutôt opulente, avec un mélange d'anciennes petites maisons de vacances (connues en Nouvelle-Zélande sous le nom de bachs ou cabanons (en), alors que la portion du front de mer possède de luxueuses maisons de vacances et des logements de prestige. 
Elle attire les vacanciers de tout autour du monde et en particulier ceux épris de golf de niveau  international pour les vacances. 
La principale attraction pour les familles est une plage océanique de 4 km de long de sable blanc avec la possibilité de nager en sécurité tout le long de l'année. 
Le mouillage offre aussi des possibilités  de pratique du jet-boat, de la pêche et de l'observation des oiseaux avec une bonne rampe de mise à l'eau des bateaux, ainsi qu'une zone de pique-nique. 
Occupant la spectaculaire pointe de sable du promontoire, on trouve «The Dunes» un parcours de golf de 18 trous de niveau championnat conçu par Bob Charles.